# Carcasona
Carcasona (en francés: Carcassonne, en occitano: Carcassona) es una comuna francesa, capital del departamento del Aude, en la región de Occitania. La ciudad es conocida por su ciudadela amurallada, un conjunto arquitectónico medieval restaurado por Eugène Viollet-le-Duc en el siglo XIX y declarado Patrimonio de la Humanidad por la Unesco.

## Geografía

### Situación

#### Localización

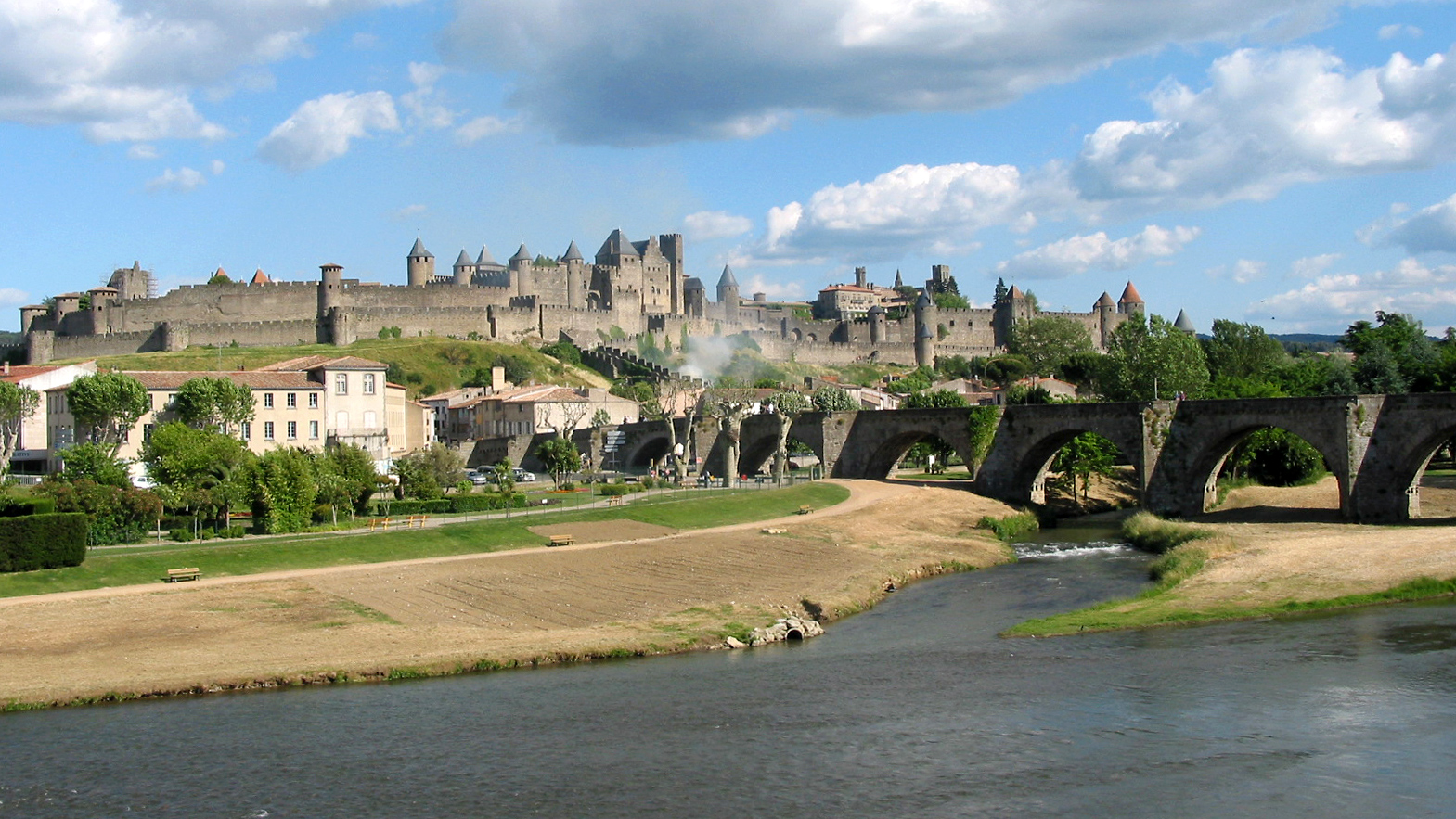
El río Aude, el pont Vieux y la ciudadela medieval.

La ciudad está situada en el sur de Francia, a medio camino entre Narbona y Toulouse, unos 80 km al este de esta ciudad. Su emplazamiento estratégico en la ruta entre el mar Mediterráneo y el océano Atlántico es conocido desde el Neolítico. La ciudad tiene la montaña Negra al norte, las Corbières al este, la llanura de Lauragais al oeste y el valle del Aude al sur. Esta región natural se conoce como Carcassès.
La superficie de la comuna es de 65 km², lo que la hace una comuna grande comparada con numerosas pequeñas comunas del Aude. Las comunas limítrofes son Pennautier, Villemoustaussou, Villalier, Berriac, Villedubert, Trèbes, Montirat, Palaja, Cazilhac, Lavalette, Roullens, Caux-et-Sauzens y Pezens.

#### Clima
La estación meteorológica de Carcasona-Salvaza mide diariamente varios parámetros meteorológicos desde 1948. Pero se han realizado medidas regularmente desde 1849 por iniciativa de Don de Cépian, un ingeniero del departamento, que colocó un pluviómetro en Carcasona. Théodore Rousseau se hizo cargo en 1873, y más tarde en 1897, de los puentes y pavimentos y de la escuela de Carcasona hasta 1914. Estas donaciones permiten conocer las condiciones meteorológicas desde finales del siglo XIX.
Según la clasificación de Köppen, el clima es del tipo cfa o pampeano. Esto constituye una excepción en la Francia metropolitana, donde el clima es mayoritariamente de tipo cfb o csa, excepto en las regiones con mayor altitud.
- La letra c indica que se trata de un clima templado: la temperatura media es superior a -3 °C durante la estación fría.
- La letra f indica que se trata de un clima húmedo: las lluvias están distribuidas en todo el año. De hecho, a pesar de un mes de julio relativamente seco, la diferencia entre las precipitaciones del mes más seco y del más lluvioso no es suficiente para hablar realmente de estación seca.
- La letra a indica que hay un verano caluroso: el mes de julio tiene una temperatura media superior a 22 °C.

El clima de Carcasona se caracteriza por veranos relativamente calurosos, con un mes de julio seco y caluroso, con situación de sequía; otoños e inviernos suaves con heladas relativamente poco frecuentes. Las lluvias están repartidas más o menos equitativamente entre el mes de octubre y el mes de mayo.
La nieve es poco habitual, cae de media siete días al año entre diciembre y marzo, y se funde muy rápidamente. La cantidad de sol es bastante equilibrada, de media de 2119 horas al año en el periodo 1981-2010.
| Ciudad         | Cantidad de sol | Precipitaciones | Nieve       | Tormenta    | Niebla      |
| -------------- | --------------- | --------------- | ----------- | ----------- | ----------- |
| París          | 1 797 h/año     | 642 mm/año      | 15 días/año | 19 días/año | 13 días/año |
| Niza           | 2 694 h/año     | 767 mm/año      | 1 días/año  | 31 días/año | 1 días/año  |
| Estrasburgo    | 1 637 h/año     | 610 mm/año      | 30 días/año | 29 días/año | 65 días/año |
| Carcasona      | 2 190 h/año     | 695 mm/año      | 7 días/año  | 19 días/año | 14 días/año |
| Media nacional | 1 973 h/año     | 770 mm/año      | 14 días/año | 22 días/año | 40 días/año |

Las precipitaciones son más intensas en otoño en el mes de octubre, y en primavera en el mes de abril. Las lluvias de verano están en forma de tormentas a veces violentas que se transforman en granizadas fatales para las vides.
El viento está muy presente en Carcasona, con una media de más de 117 días al año con vientos de más de 55 km/h y en aumento. Son vientos del este, vientos marinos o vientos del oeste, llamados Cers.
Carcasona sufrió varias inundaciones del Aude en 1872 y 1875. Las inundaciones del año 1891 están entre las más importantes con una crecida de ocho metros de agua que invadieron todo el centro de la ciudad. En agosto de 1912, Carcasone es golpeada por un tornado ocasionando numerosos daños: cortados, techos destruidos, etc.
| Parámetros climáticos promedio de Carcasona (normales 1981–2010) | Parámetros climáticos promedio de Carcasona (normales 1981–2010) | Parámetros climáticos promedio de Carcasona (normales 1981–2010) | Parámetros climáticos promedio de Carcasona (normales 1981–2010) | Parámetros climáticos promedio de Carcasona (normales 1981–2010) | Parámetros climáticos promedio de Carcasona (normales 1981–2010) | Parámetros climáticos promedio de Carcasona (normales 1981–2010) | Parámetros climáticos promedio de Carcasona (normales 1981–2010) | Parámetros climáticos promedio de Carcasona (normales 1981–2010) | Parámetros climáticos promedio de Carcasona (normales 1981–2010) | Parámetros climáticos promedio de Carcasona (normales 1981–2010) | Parámetros climáticos promedio de Carcasona (normales 1981–2010) | Parámetros climáticos promedio de Carcasona (normales 1981–2010) | Parámetros climáticos promedio de Carcasona (normales 1981–2010) |
| Mes                                                              | Ene.                                                             | Feb.                                                             | Mar.                                                             | Abr.                                                             | May.                                                             | Jun.                                                             | Jul.                                                             | Ago.                                                             | Sep.                                                             | Oct.                                                             | Nov.                                                             | Dic.                                                             | Anual                                                            |
| ---------------------------------------------------------------- | ---------------------------------------------------------------- | ---------------------------------------------------------------- | ---------------------------------------------------------------- | ---------------------------------------------------------------- | ---------------------------------------------------------------- | ---------------------------------------------------------------- | ---------------------------------------------------------------- | ---------------------------------------------------------------- | ---------------------------------------------------------------- | ---------------------------------------------------------------- | ---------------------------------------------------------------- | ---------------------------------------------------------------- | ---------------------------------------------------------------- |
| Temp. máx. abs. (°C)                                             | 21.1                                                             | 25.2                                                             | 27.3                                                             | 31.0                                                             | 35.2                                                             | 40.7                                                             | 40.2                                                             | 41.9                                                             | 36.4                                                             | 31.0                                                             | 26.2                                                             | 22.4                                                             | 41.9                                                             |
| Temp. máx. media (°C)                                            | 9.7                                                              | 11.1                                                             | 14.4                                                             | 17.0                                                             | 21.0                                                             | 25.4                                                             | 28.6                                                             | 28.3                                                             | 24.5                                                             | 19.3                                                             | 13.5                                                             | 10.2                                                             | 18.6                                                             |
| Temp. mín. media (°C)                                            | 3.1                                                              | 3.5                                                              | 5.6                                                              | 7.7                                                              | 11.4                                                             | 14.8                                                             | 17.2                                                             | 17.0                                                             | 14.0                                                             | 11.2                                                             | 6.6                                                              | 3.8                                                              | 9.7                                                              |
| Temp. mín. abs. (°C)                                             | -12.5                                                            | -15.2                                                            | -7.5                                                             | -1.6                                                             | 0.9                                                              | 6.0                                                              | 8.4                                                              | 8.2                                                              | 2.9                                                              | -2.0                                                             | -6.8                                                             | -12.0                                                            | -15.2                                                            |
| Precipitación total (mm)                                         | 69.3                                                             | 54.1                                                             | 54.3                                                             | 73.1                                                             | 56.7                                                             | 45.9                                                             | 28.5                                                             | 42.6                                                             | 42.5                                                             | 59.5                                                             | 59.5                                                             | 62.5                                                             | 648.5                                                            |
| Días de precipitaciones (≥ 1 mm)                                 | 9.4                                                              | 7.9                                                              | 8.0                                                              | 9.5                                                              | 7.5                                                              | 5.0                                                              | 4.1                                                              | 5.5                                                              | 5.4                                                              | 7.8                                                              | 8.7                                                              | 8.8                                                              | 87.5                                                             |
| Días de nevadas (≥ 1 mm)                                         | 2.1                                                              | 2.1                                                              | 0.9                                                              | 0.3                                                              | 0.0                                                              | 0.0                                                              | 0.0                                                              | 0.0                                                              | 0.0                                                              | 0.0                                                              | 0.6                                                              | 1.4                                                              | 7.4                                                              |
| Horas de sol                                                     | 97.2                                                             | 119.6                                                            | 172.6                                                            | 188.1                                                            | 214.7                                                            | 239.7                                                            | 275.4                                                            | 260.4                                                            | 212.9                                                            | 144.6                                                            | 102.5                                                            | 91.6                                                             | 2119.3                                                           |
| Humedad relativa (%)                                             | 82                                                               | 79                                                               | 74                                                               | 74                                                               | 72                                                               | 69                                                               | 64                                                               | 68                                                               | 73                                                               | 80                                                               | 82                                                               | 84                                                               | 75.1                                                             |
| Fuente n.º 1: Météo France                                       |                                                                  |                                                                  |                                                                  |                                                                  |                                                                  |                                                                  |                                                                  |                                                                  |                                                                  |                                                                  |                                                                  |                                                                  |                                                                  |
| Fuente n.º 2: Infoclimat.fr (humedad y días con nieve 1961–1990) |                                                                  |                                                                  |                                                                  |                                                                  |                                                                  |                                                                  |                                                                  |                                                                  |                                                                  |                                                                  |                                                                  |                                                                  |                                                                  |

#### Transporte

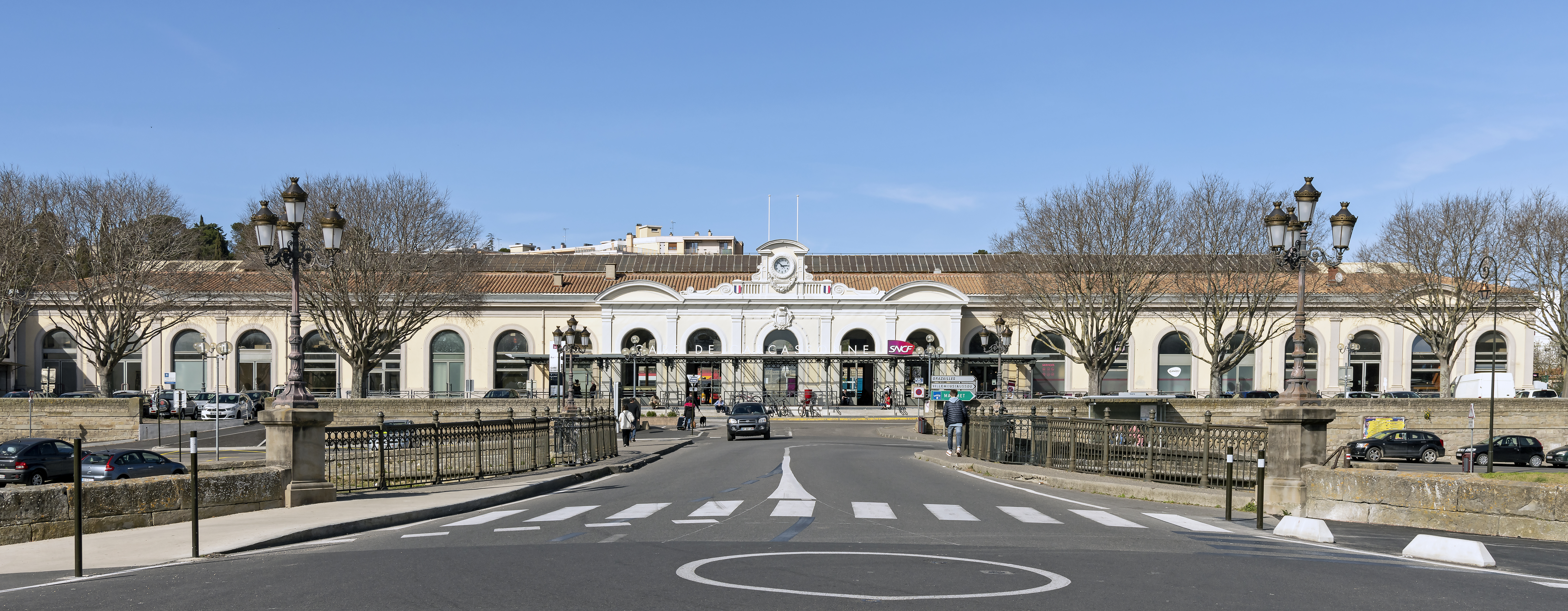
Estación de Carcasona.

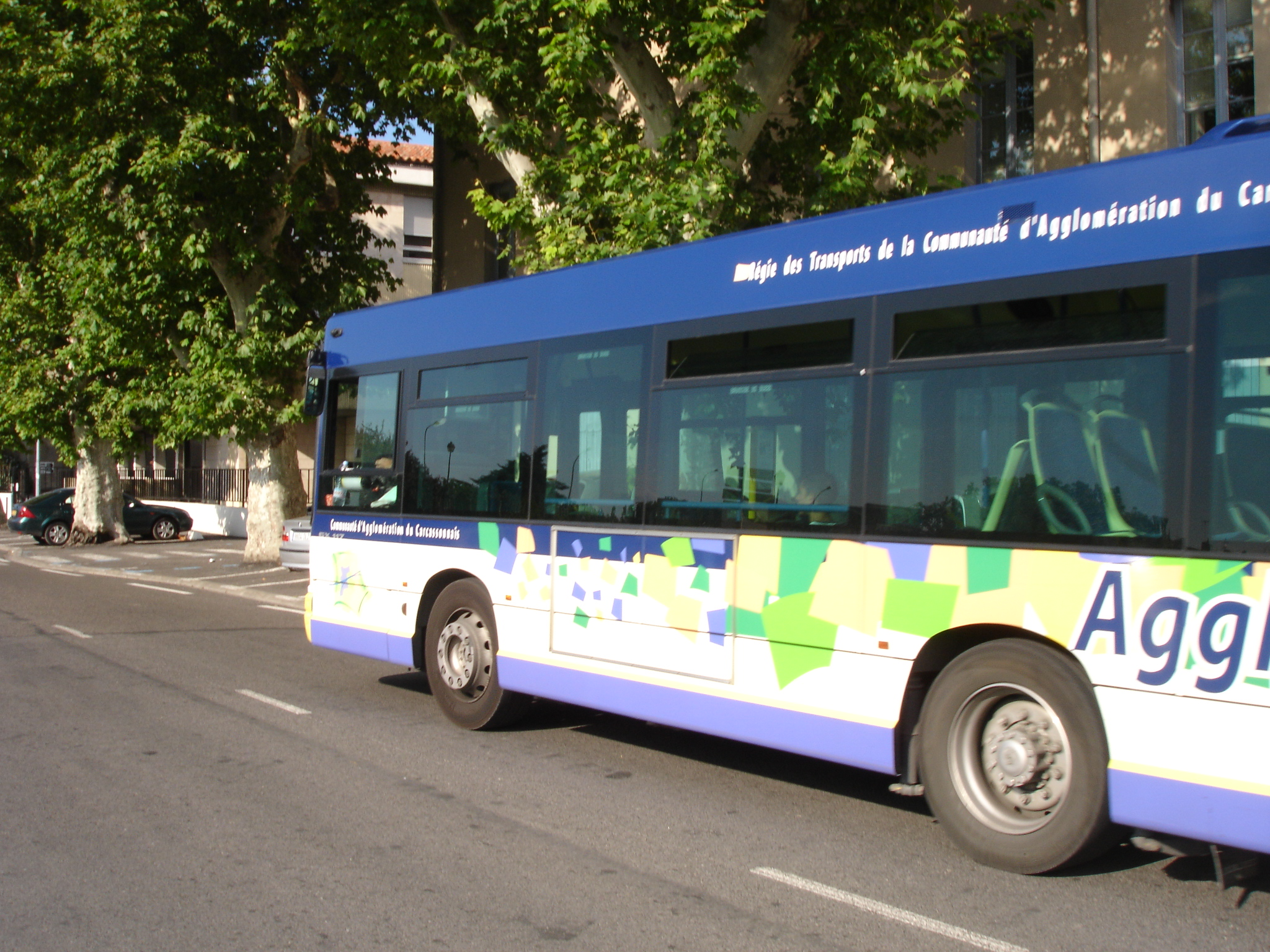
Transporte público en Agglobus en Carcasona.

Carcasona está situada en el eje mayor de comunicación entre Toulouse y la costa mediterránea. El canal del Mediodía, que data del siglo XVII, fue en otro tiempo un eje fluvial muy utilizado. En la actualidad, la autoroute des Deux Mers y más concretamente la sección este de la A61, que pasa al sur de la ciudad, permite acceder directamente desde Toulouse o Montpellier. Existen dos salidas (23 y 24) hacia la comuna. En la red secundaria, la carretera secundaria 6113 (la antigua carretera nacional 113) atraviesa Carcasona y permite llegar a Toulouse por el oeste y a Narbona por el este. Al sur, la carretera secundaria 118 permite llegar a Limoux y Quillan. Al norte, esta misma carretera secundaria continúa a través de la montaña Negra y llega hasta Mazamet.
También se puede acceder por tren a Carcasona gracias a la conexión Toulouse-Sète, pasando por Narbona. La ciudad también está conectada a Quillan a través de una sección restaurada de la antigua línea Carcasona-Rivesaltes.
La construcción de la estación de Carcasona marca el inicio del turismo en la ciudadela de Carcasona. El hotel Terminus, inaugurado en 1914 por el arquitecto Belin, es un edificio remarcable del barrio de la estación que ha aprovechado esta afluencia turística para desarrollarse.
El aeropuerto de Carcasona Salvaza, rebautizado como «aeropuerto de Carcassonne en Pays Cathare - Sud de France» (en español: «aeropuerto de Carcasona en País Cátaro - Sur de Francia») en 2010, está situado al oeste de la ciudad en la zona de Salvaza. Permite volar a Inglaterra (Londres, Liverpool, Bournemouth y Nottingham), a Irlanda (Dublín, Cork), a Escocia (Glasgow), a Bélgica (Charleroi), a Dinamarca (Billund) y a Portugal (Oporto) con la compañía aérea Ryanair. En 2002, varios trabajos han permitido alargar la pista principal con el fin de recibir aviones más grandes. El aeropuerto recibió 426 798 pasajeros en 2006, 466 305 en 2007, 444 702 en 2008 y 452 158 en 2009. En 2010, toman lugar grandes trabajos para aumentar la capacidad del aeropuerto, con la creación de una nueva área de estacionamiento que permite albergar simultáneamente 4 aeronaves, la construcción de un nuevo parque de bomberos, la renovación del material de funcionamiento, la creación de un nuevo hangar, la adaptación de las terminales para garantizar la ruta de los pasajeros y mayores salas de embarque.
En el centro de la ciudad, el coche es el medio de transporte más utilizado entre los ciudadanos. La circulación en horas punta se vuelve bastante difícil, sobre todo en verano con la afluencia de turistas. La carretera secundaria 6113 (antes carretera nacional 113), que se dirige directamente a la ciudad, suele estar muy saturada. Se construyó un primer tramo en 1980 con la circunvalación oeste que permite tomar la salida de la autopista 23 y la carretera secundaria 6113. La circunvalación nordeste está abierta desde el 18 de diciembre de 2008 y permite desviar el tráfico de la carretera secundaria 6113 gracias a una elusión por el norte. Estos trabajos necesitaron la construcción de un viaducto sobre el Aude y de tres puentes. En el centro de la ciudad, tres aparcamientos subterráneos (el aparcamiento de André-Chénier, de 340 plazas; el aparcamiento de los Jacobinos, de 211 plazas y más tarde, el 25 de febrero de 2008, el aparcamiento Gambetta, de 403 plazas) permiten albergar hasta 954 vehículos. La planificación de la explanada de la plaza Gambetta está actualmente terminada.
En cuanto al transporte público, once líneas de autobús atraviesan la ciudad de Carcasona y conectan el conjunto de la ciudad con el aeropuerto de Carcasona. La sociedad Agglo'Bus gestiona toda la flota de autobuses de la conurbación de Carcasona. Durante el periodo estival, la bastida de Saint-Louis se servie de pequeños transportes eléctricos gratuitos llamados «les Toucs».

## Demografía
La población de Carcasona era de 47 854 habitantes (en 2009), con 735 hab/km² es la ciudad con mayor densidad de población del departamento de Aude. Sin embargo esta densidad es mucho menor que ciudades como Tolón, Montpellier o Perpiñán. También es el área urbana más poblada del departamento con 90 947 habitantes que cubren 61 comunas.
Las tendencias demográficas de la ciudad son regulares y en aumento desde el siglo XIX,  pasando de 15 219 habitantes en 1800 a 47 854 en 2009. En 1968 la población total era de 43 616 habitantes y se redujo a 41 153 en 1982. Esta disminución de la población se explica por la migración neta negativa a las ciudades de Tolosa o Montpellier en el que la economía y el empleo son más atractivos. Sin embargo desde 1982 la población aumenta de nuevo ya que ha crecido de 41 153 habitantes en 1982 a 47 854 en 2009.

## Historia
Hacia el año 800 a. C., la ciudad, emplazada en una colina, se convirtió en un importante centro de intercambio comercial. Desde la época prerromana han existido fortificaciones en la colina que hoy ocupa Carcasona. La ocupación más antigua conocida del lugar se remonta al siglo VI a. C., con la construcción de una fortaleza (oppidum) en el promontorio rocoso que domina el valle del Aude y los viejos caminos desde el Atlántico hasta el Mediterráneo y unen la península ibérica con el resto de Europa. En el año 27 a. C., esta población, Carcaso Volcarum Tectosagum, se convirtió en la colonia Iulia Carcaso. Durante los turbulentos años de finales del siglo III y comienzos del IV, la ciudad se protegió con la construcción de un muro de unos 1200 m de largo. La fortificación constaba de dos líneas de murallas y un castillo, a su vez rodeada de fortificaciones que se extienden una longitud total de 3 km. La ruta, seguida en gran parte de la muralla romana, es claramente visible en dos tercios de su longitud. Las murallas romanas se reforzaron con bastiones en forma de herradura situados a intervalos regulares. La técnica de construcción es típica de la época romana tardía: un núcleo de mampostería revestido de piedra de cantería, alternando con tramos de ladrillo, todo ello sobre sólidos cimientos. La puerta de Narbona, al este, y la puerta del Aude, al oeste, son elementos defensivos particularmente elaborados.
Carcasona empezó a ser estratégicamente importante a partir del momento en el que los romanos fortificaron la cima de la colina, alrededor del año 100 a. C. y la convirtieron en el centro administrativo de la colonia de Iulia Carcaso, denominada más adelante como Carcasum y Carcasso. La mayor parte de las murallas septentrionales son de esa época.
En el siglo V, los visigodos ocuparon la ciudad y construyeron más fortificaciones que aún se conservan. En 550 se estableció la diócesis de Carcasona. Rechazaron con éxito los ataques de los francos. Los musulmanes tomaron la ciudad en el año 725 pero el rey Pipino el Breve los expulsó en el 759, cediéndolo a Bellón, mítico primer conde de Carcasona y fundador de las ramas dinásticas de las casas condales de Barcelona y otras de Occitania y descendiente de la nobleza visigoda. El condado lo heredaría en primera instancia su hijo Guisclafredo I de Carcasona, en el año 810, que murió sin descendencia. Después pasó a manos de su hermano Oliba I, que gobernó también Razes. A su muerte le sucedió su hijo, Acfredo I de Carcasona.
En 1067, a través de una unión matrimonial, Carcasona pasó a ser propiedad de Raimundo Bernardo Trencavel, vizconde de Albi y de Nimes. Los siglos siguientes, los Trencavel se aliaron unas veces con los Condes de Barcelona, otras con los de Tolosa. Por ejemplo, a finales del siglo XII, el vizconde de Carcasona era feudatario del rey de Aragón, Alfonso II. Los Trencavel construyeron el castillo condal y la basílica de San Nazario.
Carcasona es famosa por su papel durante la cruzada contra los albigenses, cuando la ciudad era un feudo de los cátaros. En agosto de 1209, el ejército de los cruzados de Simón de Montfort forzó la rendición de la ciudad después de un sitio de quince días. Tomó como prisionero a Raimundo Roger Trencavel y se convirtió en el nuevo vizconde. Amplió las fortificaciones y Carcasona se convirtió en una ciudadela de la frontera entre Francia y la Corona de Aragón. En el año 1213, la batalla de Muret, ganada por Simón de Montfort contra el rey Pedro II de Aragón, marcó el preludio de la dominación de los reyes de Francia sobre Occitania.
En 1240, Ramón Trencavel II hijo de Ramón Roger Trencavel intentó reconquistar sus antiguos dominios, pero no lo consiguió, siendo expulsado junto con los ciudadanos que le apoyaron en la revuelta. La ciudad pasó a estar definitivamente bajo el control del rey de Francia en 1247, cuando Ramón Trencavel II renunció formalmente a su título de vizconde entregando el sello familiar. Luis IX perdonó entonces a las gentes que secundaron la revuelta y les permitió volver a Carcasona con la condición que se quedasen en la orilla occidental del río, fundándose la parte nueva de la ciudad al pie de la colina, llamada la Ciudad Baja o Bastida de San Luis. Luis y su sucesor, Felipe III, construyeron las fortificaciones exteriores. En esa época, la fortaleza se consideraba inexpugnable. Durante la guerra de los Cien Años, Eduardo, el Príncipe Negro, no consiguió tomar la fortaleza alta en el año 1355 aunque sus tropas sí consiguieron tomar la ciudad baja, que saquearon.
En 1622, pocos días después de la visita de Luis XIII a la ciudad, se produjo un incendio que la destruyó en gran parte.
En 1659, por el Tratado de los Pirineos, la provincia fronteriza del Rosellón pasó a manos de Francia y la importancia militar de Carcasona se redujo. Las fortificaciones se abandonaron y la ciudad se convirtió en un centro económico, concentrado básicamente en la industria textil.

### SigloXX
En 1907, los viticultores carcasoneses participaron en la revuelta de los viticultores para denunciar los problemas que afectaban a la viticultura del Languedoc. El fraude y estafa continuos de varios productores y comerciantes, la sobreproducción, el mildiu y la competencia provocaron el enfado y demandas al Estado (que en un primer momento no reaccionó) de poner en marcha una reglamentación sobre las producciones de viñas. Carcasona acogió en septiembre de 2007 la Confédération générale des vignerons du Midi, la primera unión sindical surgida en 1907 a raíz del conflicto.
Tras la derrota de Francia al inicio de la Segunda Guerra Mundial, Carcasona permaneció en la zona controlada por el régimen de Vichy. Sin embargo, esta zona fue ocupada por las tropas alemanas el 11 de noviembre de 1942. A principios de 1944, el ejército alemán ocupó el castillo condal, utilizándolo como depósito de municiones.

## Heráldica
| Blasón | Título                   | Comentarios                                                                                             |
| ------ | ------------------------ | --- |
|        | Escudo de la comuna      | Es el resultado de una reestructuración de antiguos blasones distintos de la ciudad alta y ciudad baja. |
|        | Escudo de la ciudad alta | Representa el poder.                                                                                    |
|        | Escudo de la ciudad baja | Representa a la potente industria de la lana en la ciudad baja.                                         |

## Política y administración

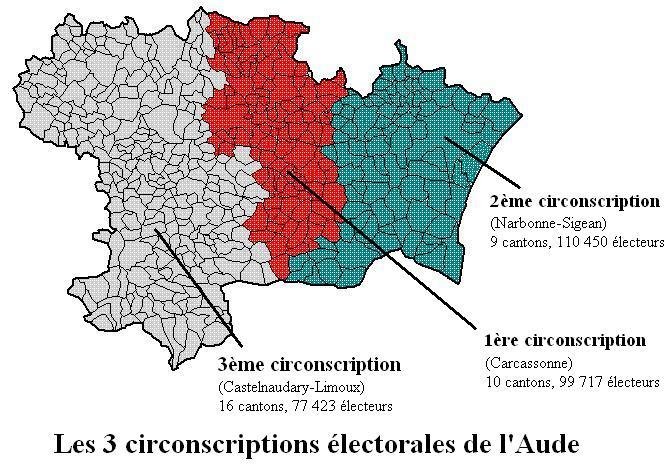
Circunscripciones de Aude.

Palacio de Justicia de Carcasona.

Carcasona es chef-lieu de cuatro cantones:
- El cantón de Carcasona-Centro: que engloba a una parte de la ciudad (12.124 habitantes).
- El cantón de Carcasona-Este: que agrupa a una parte de Carcasona junto con las comunas de Berriac, Cavanac, Cazilhac, Couffoulens, Leuc, Mas-des-Cours y Palaja (21.022 habitantes).
- El cantón de Carcasona-Norte: formado por una parte de Carcasona y por la comuna de Pennautier (15.019 habitantes).
- El cantón de Carcasona-Sur: que se circunscribe a una parte de la ciudad (9.252 habitantes).

Asimismo, Carcasona es la prefectura del departamento de Aude, cuya sede se sitúa en un edificio de 1760 de estilo Luis XV. La ciudad forma parte de la primera circunscripción de dicho departamento, formada por diez cantones y 99.717 electores.
Carcasona alberga la sede de numerosas administraciones y servicios públicos: una oficia de correos (40, rue Jean-Bringer), una oficina de policía, una direction départementale des renseignements géneraux (oficina departamental de los servicios de inteligencia), una compagnie républicane de sécurité, un cuerpo de gendarmería, un puesto de aduana en el aeropuerto de Carcasona Salvaza, una delegación de hacienda, así como un cuerpo de bomberos. Otros servicios públicos disponibles en Carcasona son un centro de Seguridad Social, una agence nationale pour l'emploi (ANPE, la oficina nacional de empleo francesa), un puesto de atención al cliente de EDF-GDF y la caisse d'allocation familiale de Aude.
La ciudad forma parte de la jurisdicción de instancia, de gran instancia y de comercio de Carcasona, así como de la corte de apelación de Montpellier. A su vez, posee su propio palacio de justicia, situado en el bulevar Jean Jaurès. Además, el ejército goza de una gran importancia en Carcasona, ya que ésta alberga varios destacamentos del ejército de Tierra: el tercer regimiento de paracaidistas de infantería de marina, una delegación militar departamental de Aude y el centro de información y reclutamiento del ejército de Tierra.

## Economía

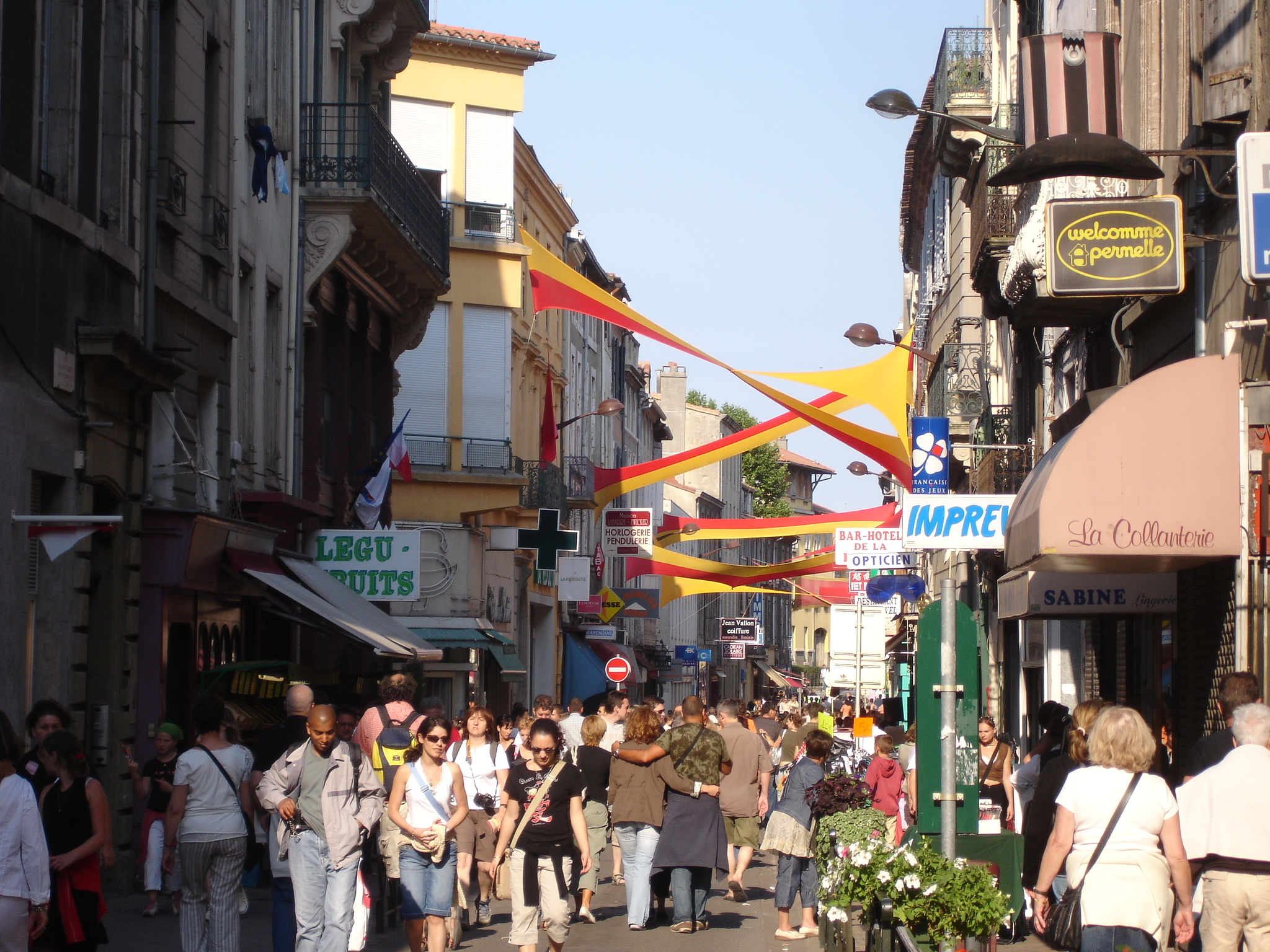
La calle comercial de Verdun dentro de la bastide.

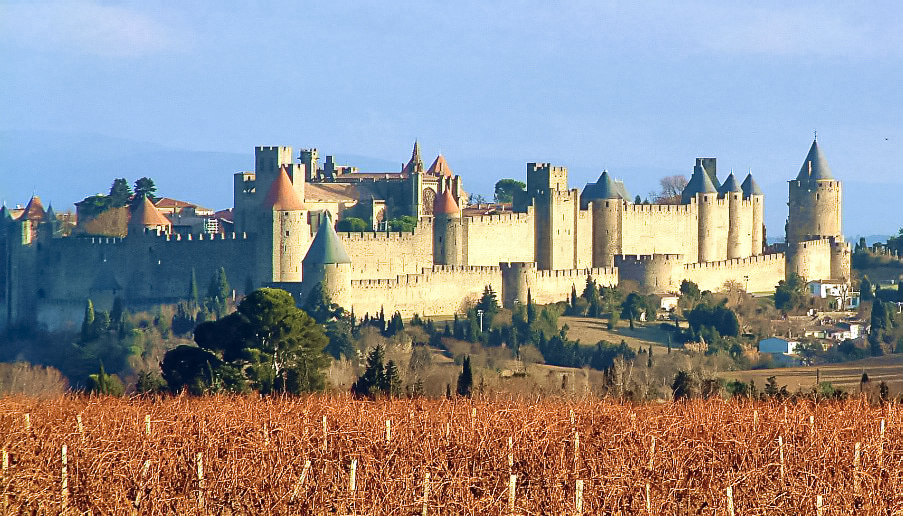
La ciudadela es el motor turístico de Carcasona.

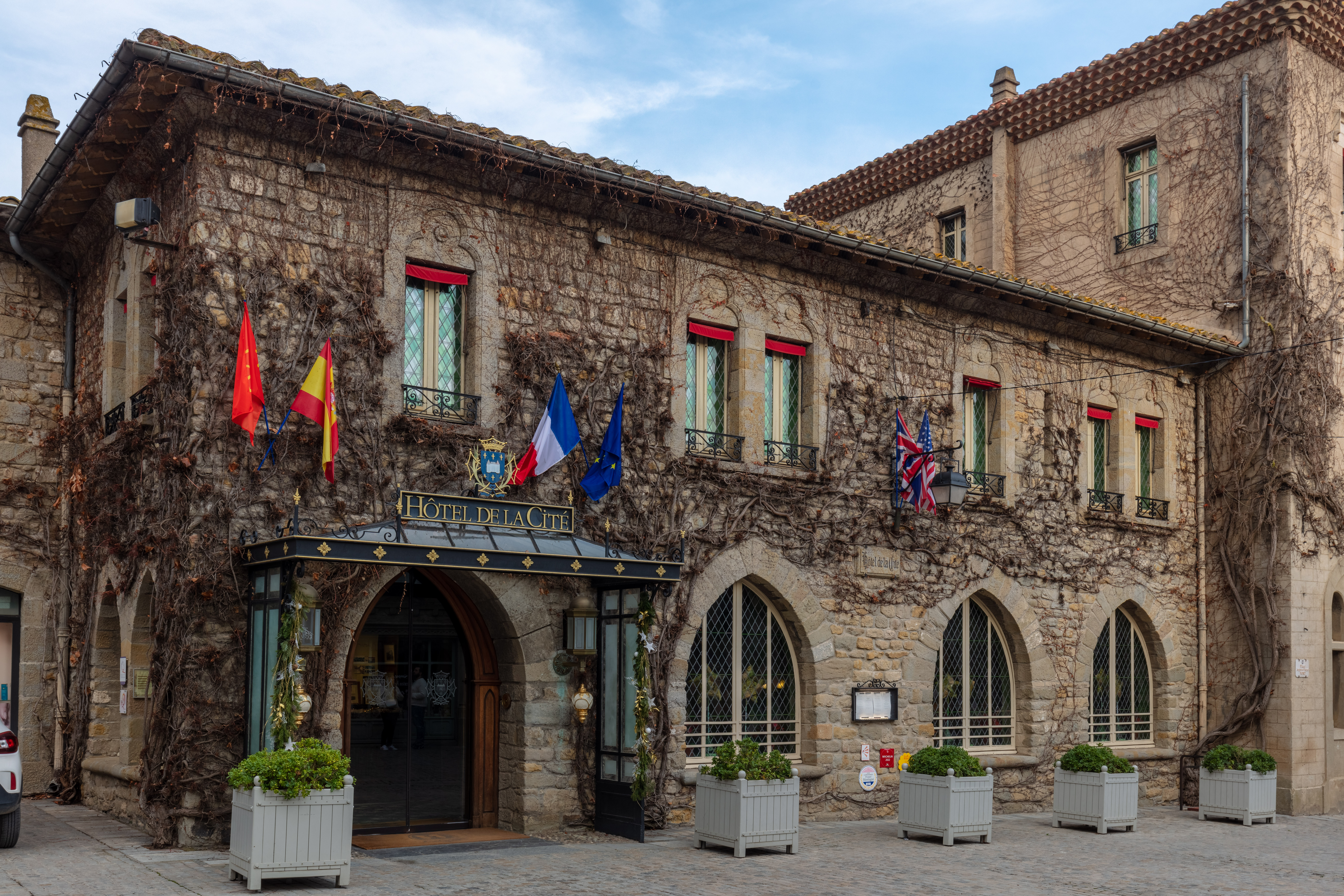
Hôtel de la cité.

En el siglo XVIII, la ciudad era un gran centro manufacturero gracias a la producción textil de todo tipo. Hoy en día, Carcasona vive del comercio local ligado al turismo y de sus funciones administrativas. Es también la sede de la Cámara de comercio y de industria de Carcacosa-Limoux-Castelnaudary (Chambre de commerce et d'industrie de Carcassonne-Limoux-Castelnaudary).

### Comercio
La sector secundario es poco importante, la industria pesada inexistente y la ciudad intenta atraer nuevas industrias. Existen algunas empresas agroalientarias como BONCOLAC-PILPA (fabricación de helados), el grupo UCCOAR (empresa de embotellado), cuya cifra de negocio es de 92 millones de euros, y Aude Coop (Coopérative des producteurs du terroir d'Oc).
La artesanía está presente en Carcasona con 936 empresas que reúnen 2700 trabajadores. La agricultura está pobremente representada y se limita principalmente a la viticultura. El turismo es también una actividad económica importante gracias a la atracción mundial que produce la ciudadela de Carcasona y el canal del Mediodía. Representa una tasa de empleo comparable a la de la costa del Languedoc-Rosellón.
El municipio ha desarrollado su oferta a los visitantes con numerosos restaurantes y 1200 habitaciones repartidas en 34 establecimientos, entre los que se encuentran dos hoteles de lujo, uno de cinco estrellas, el hôtel de la Cité, y uno de cuatro estrellas, el Domaine d'Auriac. Carcasona posee también un campamento de tres estrellas y numerosas casa rurales. En el centro de la ciudadela hay también un albergue juvenil.
Como en el resto de Francia, el pequeño comercio ha sufrido un retroceso frente a las grandes centros comerciales. Las grandes superficies ganaron 14,1 empleos cada 1000 habitantes entre 1975 y 1999 al mismo tiempo que el pequeño comercio perdió 16,1 por 1000. De todos modos, el pequeño comercio sigue siendo mayoritario con el 68% de los empleos en el comercio, mientras que las grandes superficies representaban el 32% en el conjunto de municipios en un radio de 25 km alrededor de Carcasona.

### Empleo
|                | Terciario | Industria | Construcción | Agricultura |
| -------------- | --------- | --------- | ------------ | ----------- |
| Carcasona      | 84,97 %   | 7,66 %    | 5,52 %       | 1,85 %      |
| Media nacional | 71,5 %    | 18,3 %    | 6,1 %        | 4,1 %       |

La agricultura tiene una baja proporción entre los empleos de Carcasona con el 1,9%. Este sector de empleo ha sufrido un importante retroceso desde 1990 al igual que en una buena parte de Francia. La industria y la construcción representan también un pequeño porcentaje con el 7,7 y el 5,5% respectivamente. Estas tasas son el resultado de varios años de desindustrialización como en Limoux. El sector terciario representa prácticamente la totalidad del empleo con una tasa del 85%. El porcentaje de población que tiene estudios superiores es del 17,4%, frente al 18,1% de media en la Francia metropolitana. La tasa de desempleo es de un 10,6% (según estimaciones de 2005), ligeramente superior a la media nacional (9,6%), y la renta media por familia es de unos 13 650 € al año, mientras que la media nacional es de 20 363 € anuales.
En 1999, el 85,8% de la población activa de Carcasone que tenía un empleo trabaja en el municipio. La mayor parte de los trabajadores lo hacían en Carcasona ya que en la ciudad se encuentran la mayor parte de los puestos de trabajo de la región. El 74% de los trabajadores usaban su automóvil particular para desplazarse entre su domicilio y su puesto de trabajo. Carcasona cuenta con bastantes problemas de tráfico y los transportes públicos no están muy desarrollados, lo que favorece el uso de los medios de transporte privados.

### Viticultura

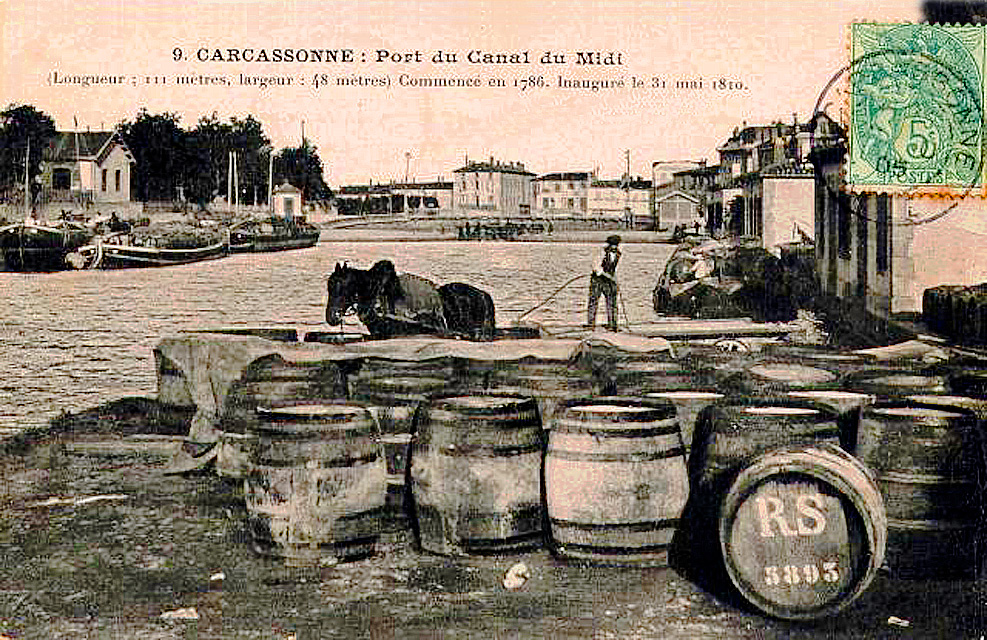
Barriles de vino en el puerto del canal du Midi.

Aunque con un grave retroceso, la comuna de Carcasona tiene una larga tradición en la viticultura, con varios miles de hectáreas dedicadas al cultivo de la vid. En el año 1981 se reconoció como vino de Indicación Geográfica protegida al vin de pays de Cité de Carcassonne, llamado también desde el año 2009 cité-de-carcassonne.

## Educación

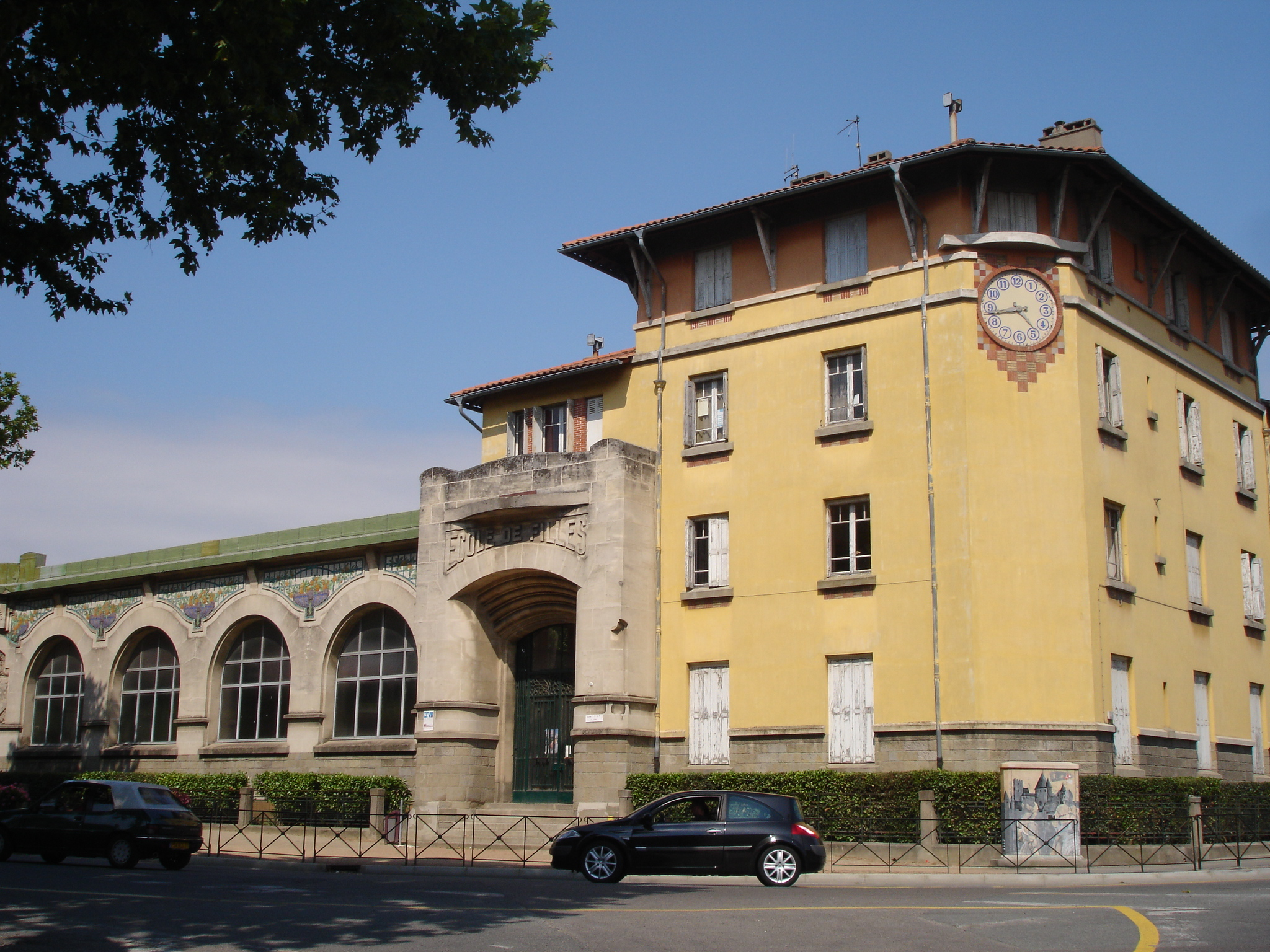
Antigua escuela de niñas de Carcasona

Carcasona cuenta con dieciséis escuelas de educación preescolar (maternelle), catorce de educación primaria (élémentaire) y cuatro escuelas primarias (primaire). Esto representa 4250 alumnos en centros públicos y 750 en centros privados. La ciudad posee seis colegios públicos: André-Chenier, de Grazailles, Émile-Alain, Jules-Verne (antiguo «la conte»), Bastion y Varsovie; y cuatro institutos públicos: Charles-Cros, lycée agricole Charlemagne, Jules-Fil y Paul-Sabatier.
El municipio cuenta con otros tres centros privados: el colegio Jeanne-d'Arc, el instituto Saint-Stanislas y el instituto de formación profesional Saint-François.
En la localidad hay también algunos centros de enseñanza superior, como un Instituto de formación en enfermería, una sede de la École nationale de l'aviation civile, un Institut universitaire de formation des maîtres y un Institut universitaire de technologie en «estadística y tratamiento informático de datos» y en «técnicas de comercio».

## Cultura y patrimonio

### Lugares de interés

#### La Ciudadela

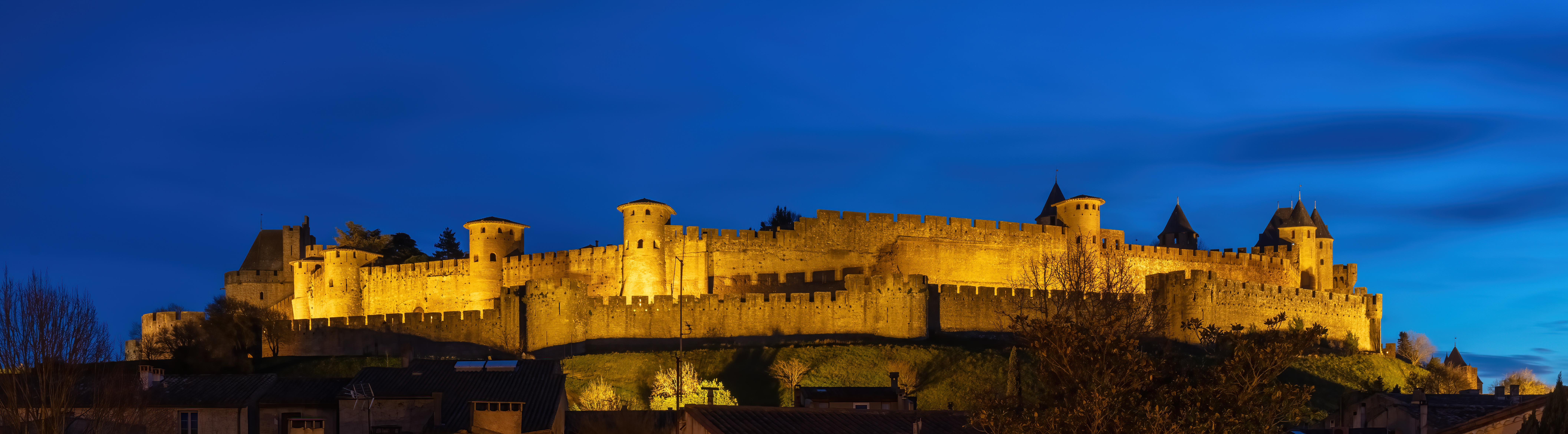
La ciudad fortificada de Carcasona.

La ciudad histórica fortificada de Carcasona en la orilla derecha del Aude, habitual y popularmente llamada simplemente la Cité, fue declarada Patrimonio de la Humanidad por la UNESCO en 1997. Está catalogada como Grand site national, y su castillo y murallas como Monumento histórico por el estado francés, siendo uno de los centros turísticos más visitados de Francia.
La parte fortificada de Carcasona llegó a estar tan deteriorada que el estado francés consideró seriamente derruir las murallas. A tal efecto se redactó un decreto oficial en 1849 que produjo gran revuelo: el historiador Jean-Pierre Cros-Mayrevieille y el escritor Prosper Mérimée promovieron una campaña para preservar la fortaleza como Monumento histórico. Ese mismo año se le encargó al arquitecto Eugène Viollet-le-Duc el proyecto de renovación de la ciudad alta.
El carácter defensivo de la Cité a lo largo de su historia ha influenciado la complejidad de su arquitectura, donde se refleja notablemente el arte militar. Su sistema de defensa es excepcional debido a sus dimensiones y constituye la mayor fortaleza de Europa por su complejidad y la calidad en su conservación.

#### Castillo Condal
Situado en la Cité de Carcasona, el castillo condal, edificado sobre un domus del siglo I, fue la fortaleza que albergaba a los vizcondes de Carcasona. Construido a principios del siglo XII sufrió varias modificaciones posteriores, a destacar la del año 1229 donde, por orden del reino de Francia, se convierte en senescalía. De 1240 a 1250, se llevó a cabo una importante labor para fortalecer la muralla, incorporando más torres redondas, la barbacana avanzada a la puerta de entrada y el foso.

#### Basílica Saint-Nazaire
Antiguamente  era la catedral de Carcasona, hasta 1801, cuando fue sustituida por la actual Catedral situada en la ciudad baja o burgo de Saint-Michel (Catedral Saint-Michel de Carcasona). La actual iglesia es de origen románico del siglo XI, consagrada por el papa Urbano II en 1096. Fue construida en el sitio de una catedral carolingia, de la cual no permanece ningún rastro en la actualidad. La iglesia fue ampliada entre 1269 y 1330 en estilo gótico, entonces predominante en Francia, en gran parte a expensas del obispo de Carcasona, Pierre de Rochefort.

#### Catedral de Carcasona
La catedral de Carcasona fue construida en el siglo XIII en estilo gótico como iglesia por orden de San Luis de Francia en la bastida. Tras graves daños sufridos en el siglo XIV, fue reconstruida y fortificada.
En 1803 fue elevada a rango de catedral, reemplazando a la catedral Saint-Nazaire, situada en la Cité.
Es monumento histórico de Francia y sede del obispado de Carcasona.

#### Canal du Midi
Originalmente llamado Canal Real del Languedoc, es una vía navegable de Francia que une el río Garona en Toulouse con el mar Mediterráneo. Forma junto al canal lateral de la Garona (que une Toulouse y Burdeos) el llamado Canal de los dos Mares que comunica por vía fluvial el Atlántico al Mediterráneo, siendo prolongado en su origen por el canal del Ródano a Sète. Se trata del canal navegable en funcionamiento más antiguo de Europa.
Desde 1996 está en la lista de Patrimonio de la Humanidad de la UNESCO.

#### Parques y jardines

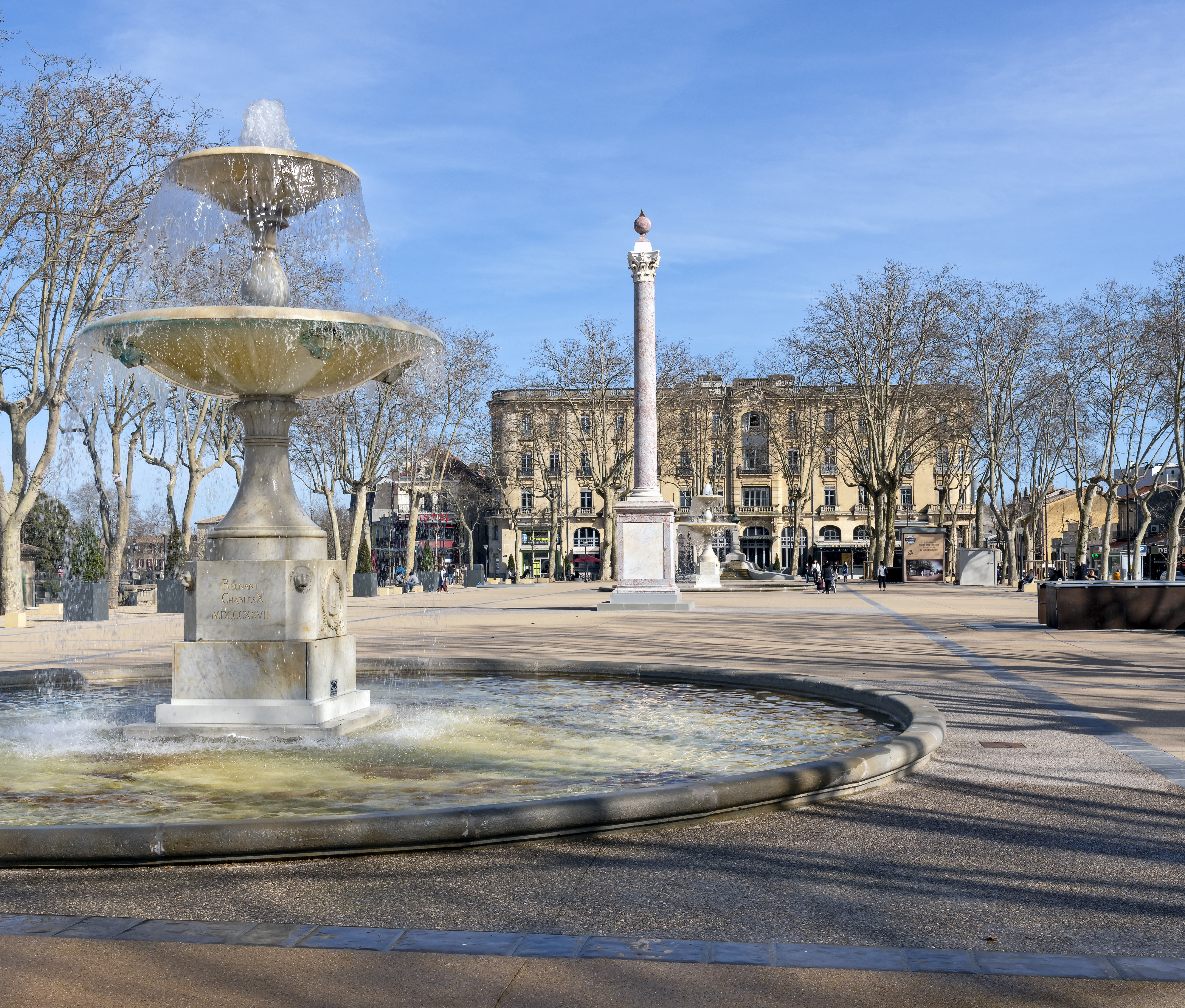
Square André-Chénier

La ciudad posee numerosos espacios verdes entre los cuales cabe destacar:
- El jardín Maria-et-Pierre-Sire es un espacio verde situado ante los edificios administrativos del barrio de la Trivalle, al pie del puente del Aude. Su nombre alude a dos conocidos escritores de Carcasona, Pierre Sire, profesor de primaria, y Maria Sire, directora de la escuela de la Cité.[49] El jardín, construido en el siglo XX, posee una estela en su recuerdo.
- El jardín André-Chénier, situado entre el canal du Midi y la carretera nacional 113 delante de la estación SNCF. Data del año 1821 y conmemora la abdicación de Napoleón y la entrada de Luis XVIII de Francia en París.[50]

Carcasona posee la categoría de «dos flores» como ville fleurie otorgada por el Conseil national des villes et villages fleuris de France.

### Patrimonio cultural
La ciudad de Carcasona posee varios edificios e instalaciones destinadas a promover la cultura.

#### Museos

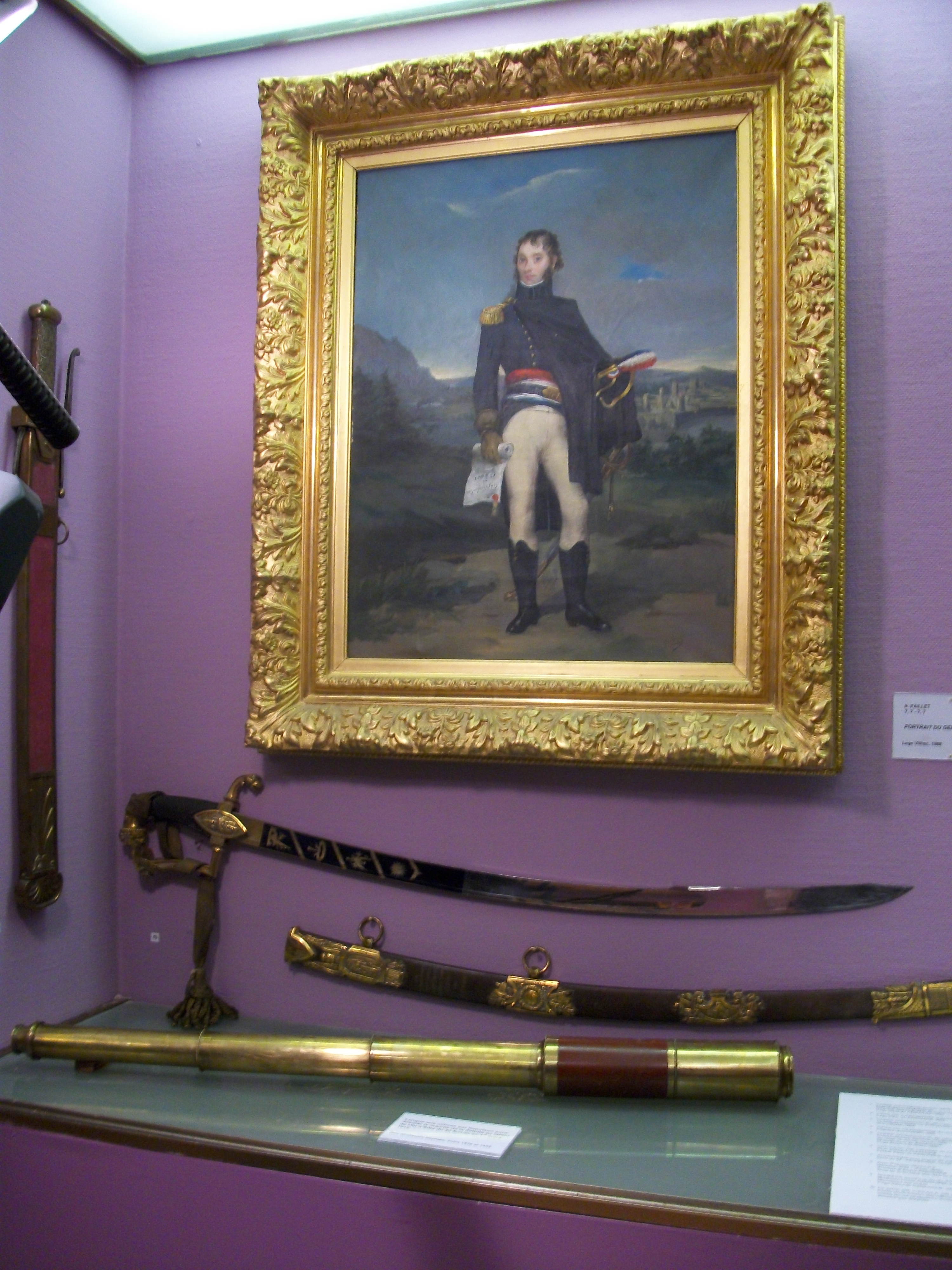
Catalejo del emperador Napoleón Bonaparte, en la zona del museo de Bellas Artes dedicada al Imperio.

El museo de Bellas Artes de Carcasona se encuentra en el antiguo Présidial en los boulevards con gran cantidad de plátanos de la ciudad baja o bastida Baint-Michel. Ofrece una colección de pintura occidental de los siglos XVII, XVIII y XIX, una colección de loza, otra de tapicería y varios objetos de arte.
Entre los objetos que alberga cabe destacar un catalejo propiedad de Napoleón que utilizó durante su viaje de regreso de la isla de Elba en 1815. El objeto había sido olvidado en un almacén del archivo del museo tras un incendio en 1942. Fue reencontrado en enero de 2011 gracias al historiador Alain Pignon tras varias lecturas e investigaciones sobre el emperador y en concreto tras investigar la nota encontrada en un libro de Jean Amiel:

« Le musée de Carcassonne possède une longue-vue dont se servit Napoléon Ier pour s'assurer de la marche d'une partie de sa flottille pendant la nuit du 28 février au 1er mars 1815 ».
El museo de Carcasona alberga un catalejo utilizado por Napoleón I para aegurarse de la marcha de una parte de su flota durante la noche del 28 de febrero al 1 de marzo de 1815

El Museo de la Escuela de la Ciudad de Carcasona reúne todos los objetos y colecciones provenientes de las escuelas del Aude. En este museo se homenajea a las escuelas pioneras de esta provincia.
Consta de cinco salas. La sala 1 está dedicada a Jules Ferry (su retrato está sobre la vitrina central) toca temas variados. Se pueden observar: números de registros anteriores a las reformas (1871), horarios y calendarios de la escuela (es interesante hacer mención a la corta longitud que tenían las vacaciones), ejemplos de las reglas que tenían las escuelas públicas, el tratamiento de temas que son particularmente desarrollados como la higiene, la lucha contra el alcoholismo, el idioma francés (en contraposición al idioma regional, que entonces no debía hablarse), fotografías que muestran a los alumnos y alumnas vestidos de blusas negras o grises, el uniforme escolar obligatorio, y a los maestros con chaquetas y pantalones apodados "los húsares negros de la Tercera República", las recompensas y los diplomas (se puede ver el primer "certificat d'études de la Carcasona en 1882), y libros escolares como "Le tour de la France par deux enfants" que cuenta el viaje de dos niños a través de Francia en el que van descubriendo la geografía. la historia, la agricultura... (se vendieron más de 7,5 copias antes de 1914). La sala 2 es una reconstrucción exacta de una clase de un pueblo donde solo un maestro enseñaba a todos los alumnos y alumnas que eran de niveles diferentes. Se puede contemplar la estufa, los pupitres, los tinteros, el material escolar (incluso las orejas de burro), mapas de pared y cuadros. Todo ello es auténtico. La sala 3 ofrece la posibilidad de sentarse en una clase típica de la escuela pública y escribir con las antiguas plumas y la famosa tinta violeta, sobre las hojas de papel secante. La sala 4 se llama ¡Batallones escolares!. Aquí se recoge el sentido del deber y del patriotismo que existía como consecuencia de la pérdida en 1870 de las provincias de Alsacia y Lorena. Todos los alumnos en Francia estaban entrenados para la revancha. La sala 5 es una biblioteca escolar del primario.

#### Biblioteca
La biblioteca, desde enero de 2010 bajo la tutela de la communauté d'agglomération du Carcassonnais, posee en sus fondos varios documentos antiguos. Alberga, por ejemplo, el único manuscrito conocido de la novela en occitano Flamenca, considerado como un prototipo del amor cortés, o los archivos del filósofo Ferdinand Alquié.

#### Teatros, cines, salas de fiesta
En la ciudad hay dos teatros, el teatro Jean-Deschamps, situado en el centro de la Cité a cielo abierto es un lugar de espectáculo privilegiado para el festival de la ciudad que se desarrolla cada verano, y el teatro municipal Jean-Alary, edificio sobrio y funcional construido en el año 1933 por los arquitectos R. Esparseil Y M. Oudin en el lugar donde se encontraba el antiguo convento de los dominicos, ofrece varias funciones a lo largo del año. Es una finca urbana clasificada como monumento histórico de Francia.
Se encuentran otras dos salas de espectáculos: el auditorium, en la antigua capilla del colegio de los Jesuitas y el Chapeau rouge, al pie de la ciudad amurallada.
Carcasona posee cinco salas de cine en el centro de la ciudad y un multicentro con nueve salas, gestionadas por la sociedad Cap Cinéma Carcassonne. El cine el Coliseo está dedicado esencialmente al arte y ensayo, y en el complejo de multicines también existe una guardería, varios restaurantes y una bolera, entre otros.

### Gastronomía

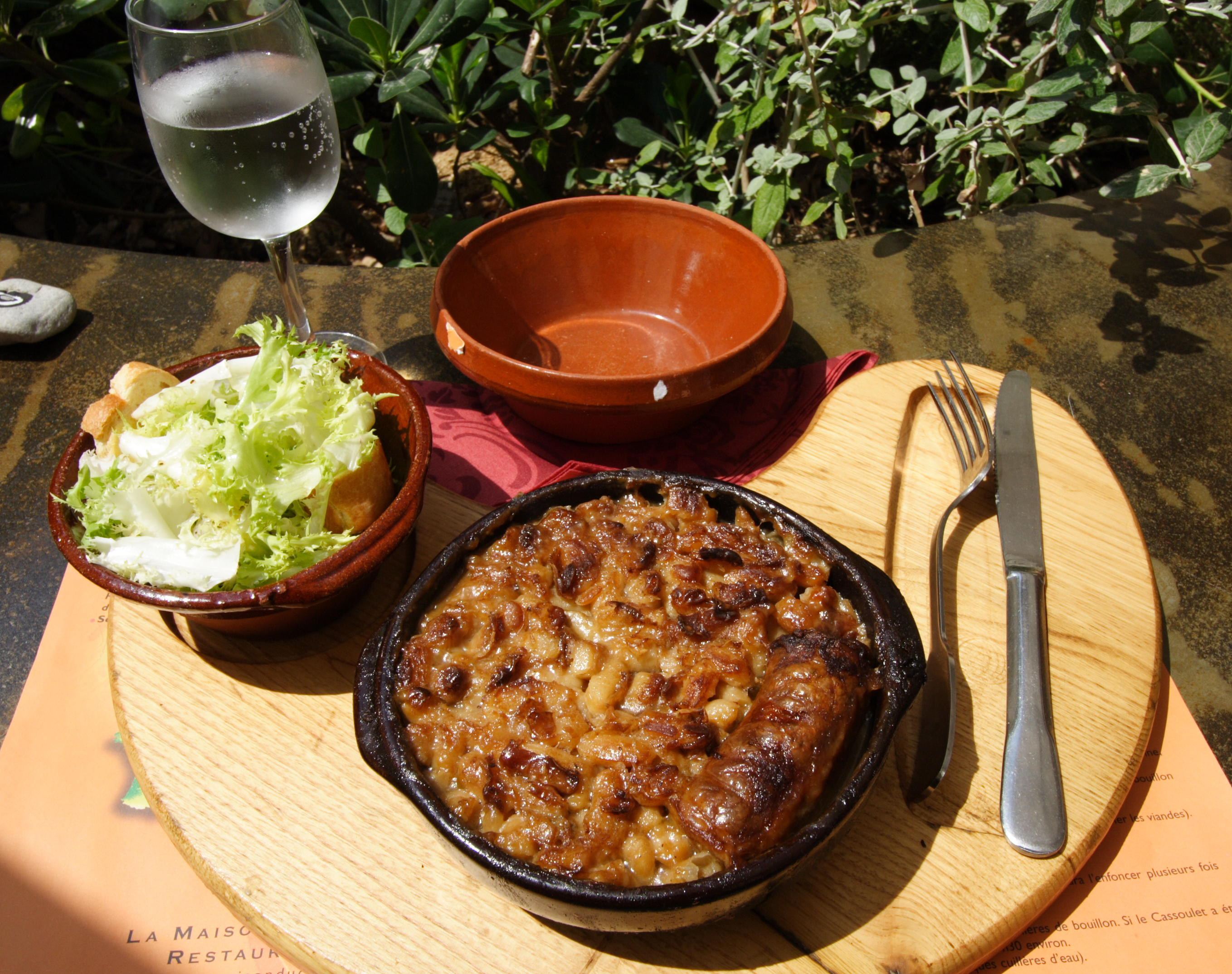
Cassoulet de Carcasona.

La gastronomía de Carcasona viene caracterizada por tratarse de una cocina típica del sudoeste francés, que tiene entre sus recursos más importantes productos agrícolas tales como las aves de corral y las verduras. En este sentido, algunos de los platos típicos de Carcasona como el jambonneau, las mollejas de ave de corral confitadas, el confit de pato y de oca, los petits carcassonnais o los bombones, los pavés, el grès y los briques de la Ciudadela pueden ser degustados en la propia ciudad. Los petits carcassonnais así como el resto de especialidades características de la Ciudadela son dulces a base de azúcar o de chocolate que pueden encontrarse en las tiendas que se encuentran en el propio conjunto fortificado.La región en la que se enmarca Carcasona tiene, a su vez, una gran variedad de platos característicos como el foie, la ensalada de alcachofa, la cassoulet (guiso hecho con alubias blancas y distintas partes de carne animal) y los fricasés de judías o habas. La cassoulet de Carcasona se diferencia de sus homólogos de Castelnaudary y de Toulouse por la carne de perdiz. Otras especialidades que también pueden encontrarse en Carcasona son propias ya del Languedoc, como los caracoles à la Languedocienne (acompañados de cebolla, jamón, tomates y persillade), la bourride de Bages, la bouillabaisses y el flan de Saint-Jean-de-Minervois.Varios viñedos situados en los alrededores de Carcasona producen vinos que se utilizan en numerosos platos típicos como las daubes o los civets con vino de Corbières o de Minervois. De este modo, Carcasona se ve rodeada por cuatro denominaciones de origen vitícolas: Cabardès (norte), Corbières (sudeste), Côtes de la Malepère (en las afueras de Carcasona) y Minervois (nordeste).Por otro lado, la destilería Sabatier, fundada por Michel Sabatier en 1885 fabricaba la Michelina, un licor, y el Or-Kina, un aperitivo. A partir de 2008, son producidos por la casa Cabanel.

### Cultura popular
- El asedio que sufrió Carcasona durante la cruzada albigense se relata en la novela Imperator (2010) de Isabel San Sebastián.
- La ciudad fortificada ha servido de inspiración para el juego de mesa Carcassonne.
- El escritor irlandés Lord Dunsany escribió un relato corto con ese título. En él el rey Camorak le pide a un adivino que haga una profecía ("nunca llegaréis a Carcasona"). A pesar de todo, Camorak y sus hombres deciden ir.[56][57]

## Ciudades hermanadas
- Baeza (España)[58][59]
- Eggenfelden (Alemania)
- Tallin (Estonia)

Proyecto de hermanamiento:
- Castellar del Vallés (España)
- Salamanca (España)
- Cuenca (España)
- Binche (Bélgica)
- Essaouira (Marruecos)[60]
- Tipasa (Argelia)
- Suzhou (China)
- Xi'an (China)
- Venecia (Italia)[61]